# Darnstedt
Darnstedt ist ein Ortsteil von Niedertrebra im Landkreis Weimarer Land in Thüringen.

## Lage
Darnstedt liegt an der Ilm und der Landesstraße 1060 südwestlich von Bad Sulza in der Ilmaue und an leichten Anhöhen des Ilmtales. Die Gemarkung des Ortes befindet sich meist auf Aueböden oder überlößten Standorten.

## Verkehr
Nördlich verläuft die Thüringerbahn von Eisenach nach Halle, der nächste Haltepunkt ist Bad Sulza. Die Buslinie 285 der PVG Weimarer Land verbindet Darnstedt mit Apolda bzw. Bad Sulza.

## Geschichte
802–842 wurde das Dorf bereits erstmals urkundlich erwähnt. Der Ort unterlag verschiedenen Hoheitsrechten. Während der Ort durch das Kloster Pforta und nach dessen Säkularisation 1540 ab 1543 durch das Amt Pforta des Kurfürstentums Sachsen verwaltet wurde, gehörte die Ortsflur zum ernestinischen Amt Roßla, welches 1572 zu Sachsen-Weimar, 1603 zu Sachsen-Altenburg, 1672 wieder zu Sachsen-Weimar und 1741 zu Sachsen-Weimar-Eisenach kam. Durch den Wiener Kongress kam der Ort 1815 vollständig zum Großherzogtum Sachsen-Weimar-Eisenach und wurde dem Amt Roßla angegliedert, welches 1850 im Verwaltungsbezirk Apolda des Großherzogtums Sachsen-Weimar-Eisenach aufging. 1920 kam Darnstedt zum Land Thüringen.
Der landwirtschaftlich geprägte Ort hat nach der deutschen Wiedervereinigung mit Partnern den landwirtschaftlichen Betrieb Darnstedt GmbH & Co. KG gegründet. Auch Betriebe und Gewerbe haben sich angesiedelt. Angler können in den Gewässern der Ilm mit Genehmigung angeln.

## Sehenswürdigkeiten
- Dorfkirche
- Waidmühlstein vor der Kirche

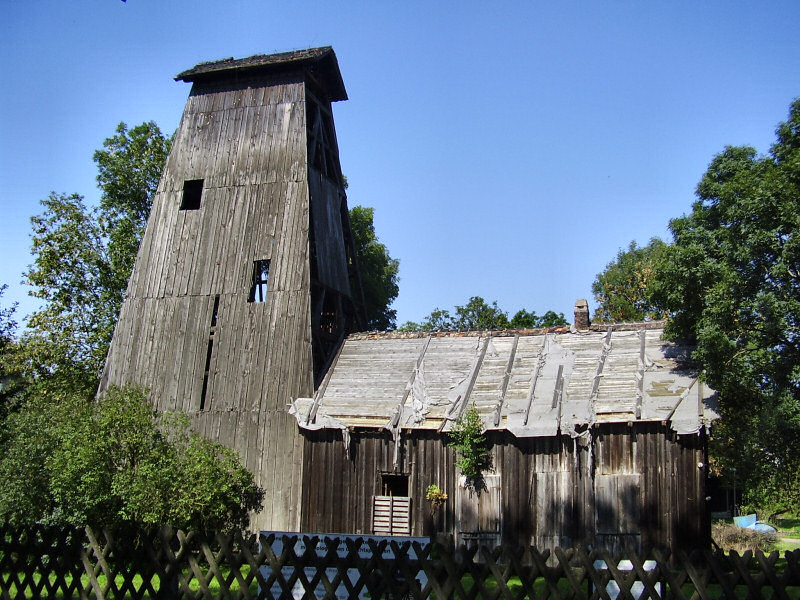
Bohrturm

- Bohrtürme mit Fördereinrichtungen der ehemaligen Saline Neusulza als Denkmalensemble

## Persönlichkeiten
- Quirinus Cubach (1589–1624), Historiker, Jurist und Poet